# Cathédrale du Saint-Esprit de Nuevo Laredo
 (janvier 2016).
Si vous disposez d'ouvrages ou d'articles de référence ou si vous connaissez des sites web de qualité traitant du thème abordé ici, merci de compléter l'article en donnant les références utiles à sa vérifiabilité et en les liant à la section « Notes et références ».
Cette  cathédrale n’est pas la seule cathédrale du Saint-Esprit.
La cathédrale du Saint-Esprit de Nuevo Laredo au Mexique est le siège du diocèse de Nuevo Laredo. 

## Historique et description
Cette cathédrale est située sur l'avenue Paseo Colón en la ville de Nuevo Laredo. De style moderne, elle a été construite en 1989 et est actuellement un des bâtiments religieux les plus connus de la région.